# Pyranthus
Pyranthus Du Puy & Labat – rodzaj roślin z rodziny bobowatych (Fabaceae). Według The Plant List obejmuje co najmniej 6 gatunków. Występuje naturalnie w środkowym, zachodnim i południowym Madagaskarze.

## Systematyka
Pozycja według APweb (aktualizowany system APG III z 2009)
Jeden z rodzajów plemienia Millettieae z podrodziny bobowatych właściwych (Faboideae) z rodziny bobowatych (Fabaceae) należącej do rzędu bobowców (Fabales) reprezentującego dwuliścienne właściwe.
Wykaz gatunków
| - Pyranthus alasoa Du Puy & Labat - Pyranthus ambatoana (Baill.) Du Puy & Labat - Pyranthus lucens (R.Vig.) Du Puy & Labat - Pyranthus monantha (Baker) Du Puy & Labat - Pyranthus pauciflora (Baker) Du Puy & Labat - Pyranthus tullearensis (Baill.) Du Puy & Labat |